# Palazzo Asinari di San Marzano
Il palazzo Asinari di San Marzano o palazzo Turati è un palazzo torinese eretto tra il 1684 ed il 1686 su progetto dei Michelangelo Garove, per conto del marchese Asinari di San Marzano.

## Descrizione
Si tratta di un palazzo di stile barocco a tre piani fuori terra, scanditi da cornici marcapiano orizzontali. Nel piano nobile sopra le finestre si stagliano frontoni triangolari. Un balcone con elaborata ringhiera in ferro battuto sovrasta il portone d'ingresso sulla via Maria Vittoria, fiancheggiato da semicolonne e paraste verticali.
 Di forte suggestione è l'atrio d'ingresso che dà accesso al cortile d'onore e ad un successivo cortile di servizio. L'atrio è arricchito da colonne tortili sulle quali poggia una volta a vela. Il piano nobile è raggiungibile da un ampio scalone a due rampe con balaustre di marmo rosa.
 A metà del XVIII secolo l'architetto Benedetto Alfieri ristrutturò tutta la parte interna. Nel 1885 l'architetto Camillo Boggio aggiunse, in sostituzione del giardino, il fondale neo-barocco.

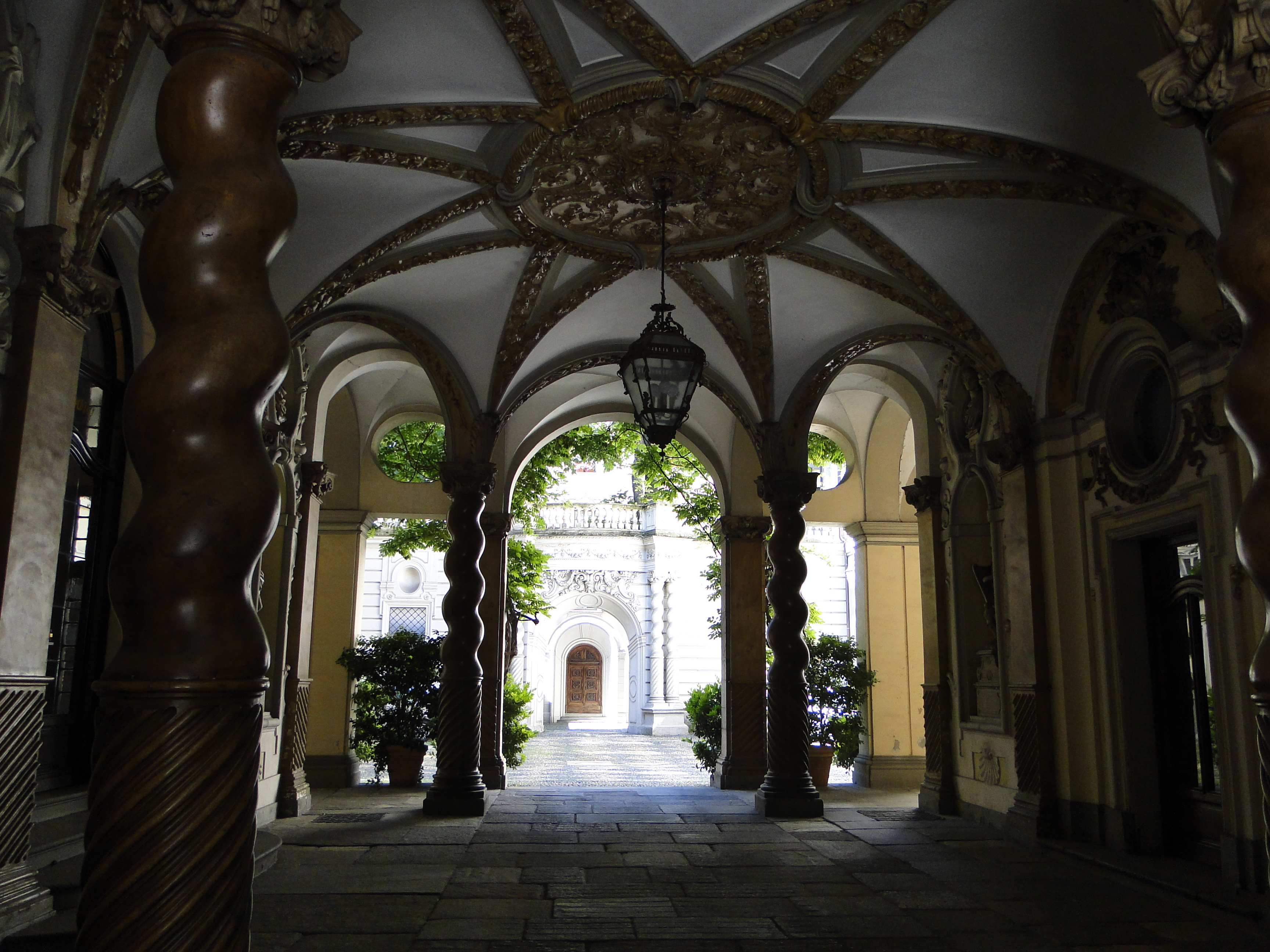
Atrio del palazzo

## Proprietà
Costruito per la famiglia Asinari, il palazzo venne ceduto successivamente ai Ceriana e nel 1946 al cavaliere del lavoro Silvio Turati, che ne fece la sede della società Carpano: i suoi eredi sono tuttora proprietari del palazzo.